# Bursvattnet
Bursvattnet är en sjö i Strömsunds kommun i Jämtland och ingår i Ångermanälvens huvudavrinningsområde. Sjön har en area på 0,297 kvadratkilometer och ligger 540,3 meter över havet. Bursvattnet ligger i Frostvikenfjällen Natura 2000-område. Sjön avvattnas av vattendraget Storån (Risedeån).

## Delavrinningsområde
Bursvattnet ingår i det delavrinningsområde (716389-143870) som SMHI kallar för Utloppet av Bursvattnet. Medelhöjden är 639 meter över havet och ytan är 1,77 kvadratkilometer. Räknas de 18 avrinningsområdena uppströms in blir den ackumulerade arean 39,14 kvadratkilometer. Storån (Risedeån) som avvattnar avrinningsområdet har biflödesordning 3, vilket innebär att vattnet flödar genom totalt 3 vattendrag innan det når havet efter 303 kilometer. Avrinningsområdet består mestadels av skog (66 procent) och kalfjäll (17 procent). Avrinningsområdet har 0,3 kvadratkilometer vattenytor vilket ger det en sjöprocent på 16,7 procent.